# Jan Podlipný
Jan Podlipný (23. srpna 1848, Hněvčeves – 19. března 1914, Praha) byl pražský advokát, starosta města Prahy (1897–1900) a poslanec českého zemského sněmu za mladočeskou stranu, první starosta České obce sokolské (1889–1906).
Uspořádal Sbírku zákonů týkající se státního práva Království českého (1882) a byl také jednatel Právnické jednoty. Jednalo se o muže vzácného charakteru a ušlechtilých mravů. Jeho manželkou byla významná spolková činovnice Anna Podlipná.

## Životopis
Jan Podlipný se narodil 23. srpna 1848 v Hněvčevsi v rodině chalupníka Josefa Podlipného. Otec byl řezník, hostinský a hospodář. Soudí se, že rodina patřila k zámožnějším. Studoval na gymnáziu v Hradci Králové a v oktávě přestoupil na Akademické gymnázium v Praze, kde maturoval roku 1868. Na právnické fakultě Univerzity Karlovy v dubnu 1874 získal doktorát. O rok později, 13. dubna roku 1875, se u sv. Jiljí na Starém Městě oženil s Annou Nebeskou (1855–1943), s níž měl šest dětí, z pěti synů jeden zemřel krátce po narození. Za dalších 5 let, roku 1880, složil advokátní zkoušky a otevřel si vlastní advokátní kancelář. V roce 1891 byl za mladočeskou stranu poprvé zvolen do městské rady. Dne 2. ledna 1897 byl zvolen starostou královského hlavního města Prahy. Ve své programové řeči se vyslovil pro přičlenění okolních měst a obcí k Praze.

### Sport a umění
Roku 1889 se stal prvním starostou České obce sokolské. V roce 1895 byl jakožto starosta ČOS členem Slavnostního výboru III. Všesokolského sletu.. Byl členem první České společnosti gymnastů; vystupoval jako aktivní sportovec a zeměbranec. České sportovce doprovázel také na závody do zahraničí. Zúčastnil se české výpravy na druhé olympijské hry v Paříži roku 1900, byl častým členem soutěžních porot (jury). Rád a často jezdil do Francie, se sportovci i za uměním, několikrát navštívil pařížský salón krásných umění (Salon des Beaux Arts), roku 1900 byl členem české výpravy na Světové výstavě v Paříži. Za zásluhy o rozvoj česko-francouzských vztahů byl vyznamenán Řádem čestné legie, medailí města Paříže a města Périgueux.

## Úmrtí a památky
JUDr. Jan Podlipný žil a zemřel v Praze na Starém Městě v domě čp. 309 v Bartolomějské ulici 13, kde je umístěna i pamětní deska z roku 1924 věnovaná Československou obcí sokolskou.
Pamětní deska je i na jeho rodném domě v Hněvčevsi (okres Hradec Králové).
Pochován je na Olšanských hřbitovech – hřbitov č. IV, odd. 8, hrob 1-2.

## Další památky
- Řády, vyznamenání, odznaky, diplomy a drobná plastika z pozůstalosti jsou ve sbírkách Národního muzea v Praze.
- Pomník Jana Podlipného od sochaře Jaroslava Brůhy z roku 1935 byl postaven v Praze – Libni na Elsnicově náměstí na počest Podlipného zásluh o připojení Libně k Praze 12. září 1901.[12]
- Ulice pojmenované po JUDr. Janu Podlipném: ulice Podlipného[13] v Praze – Libni
- sokolská Župa Jana Podlipného[14] .

## Ocenění
- Řád železné koruny

## Galerie

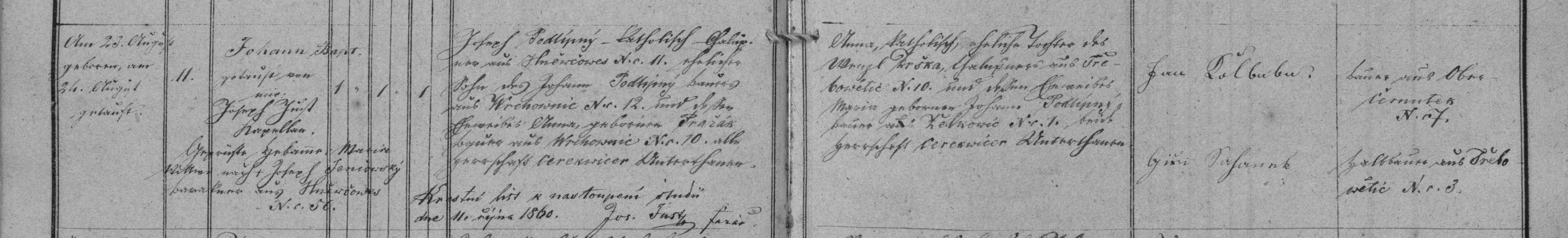
Jan Podlipný, záznam o narození a křtu
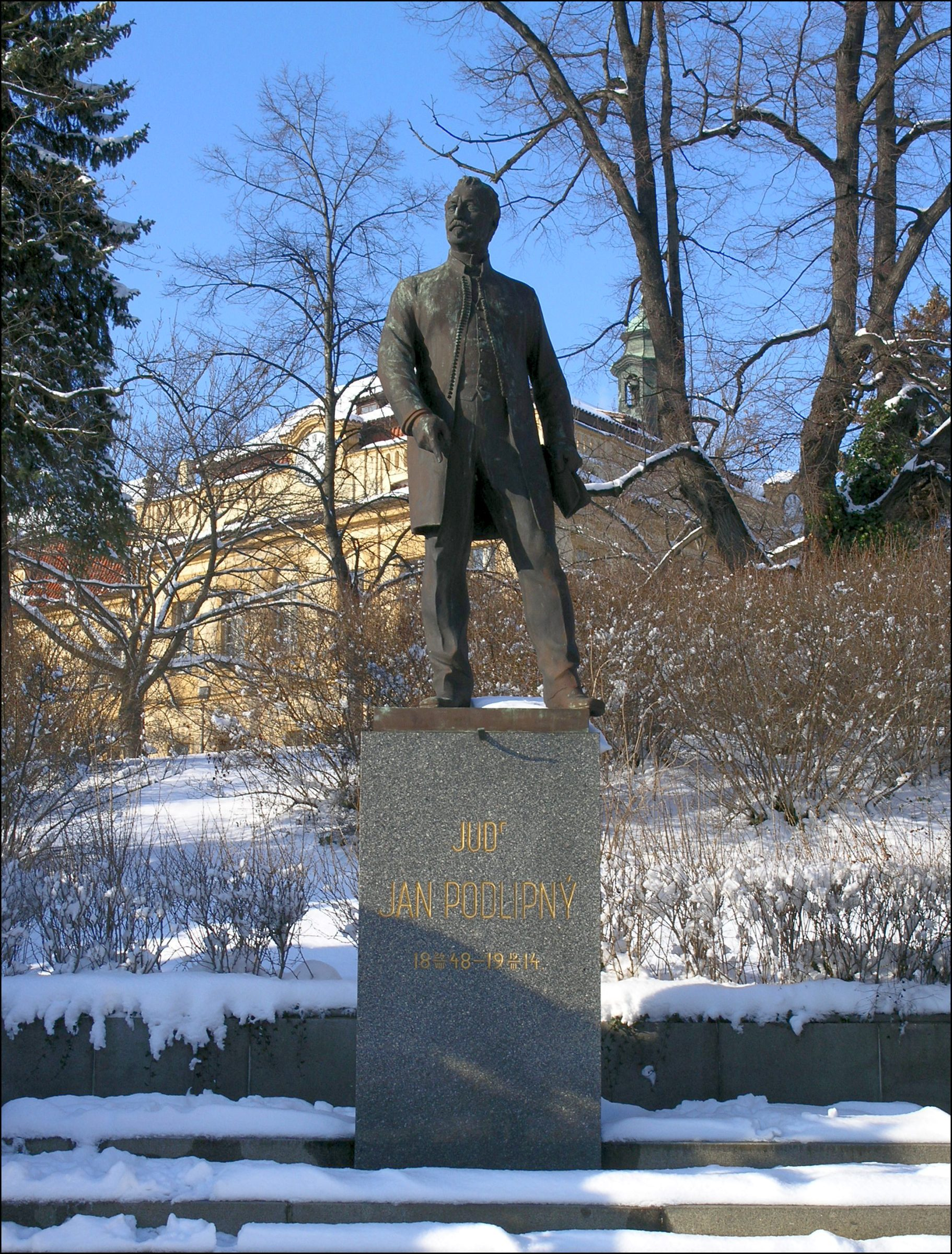
Pomník Jana Podlipného na Elsnicově náměstí v Praze-Libni
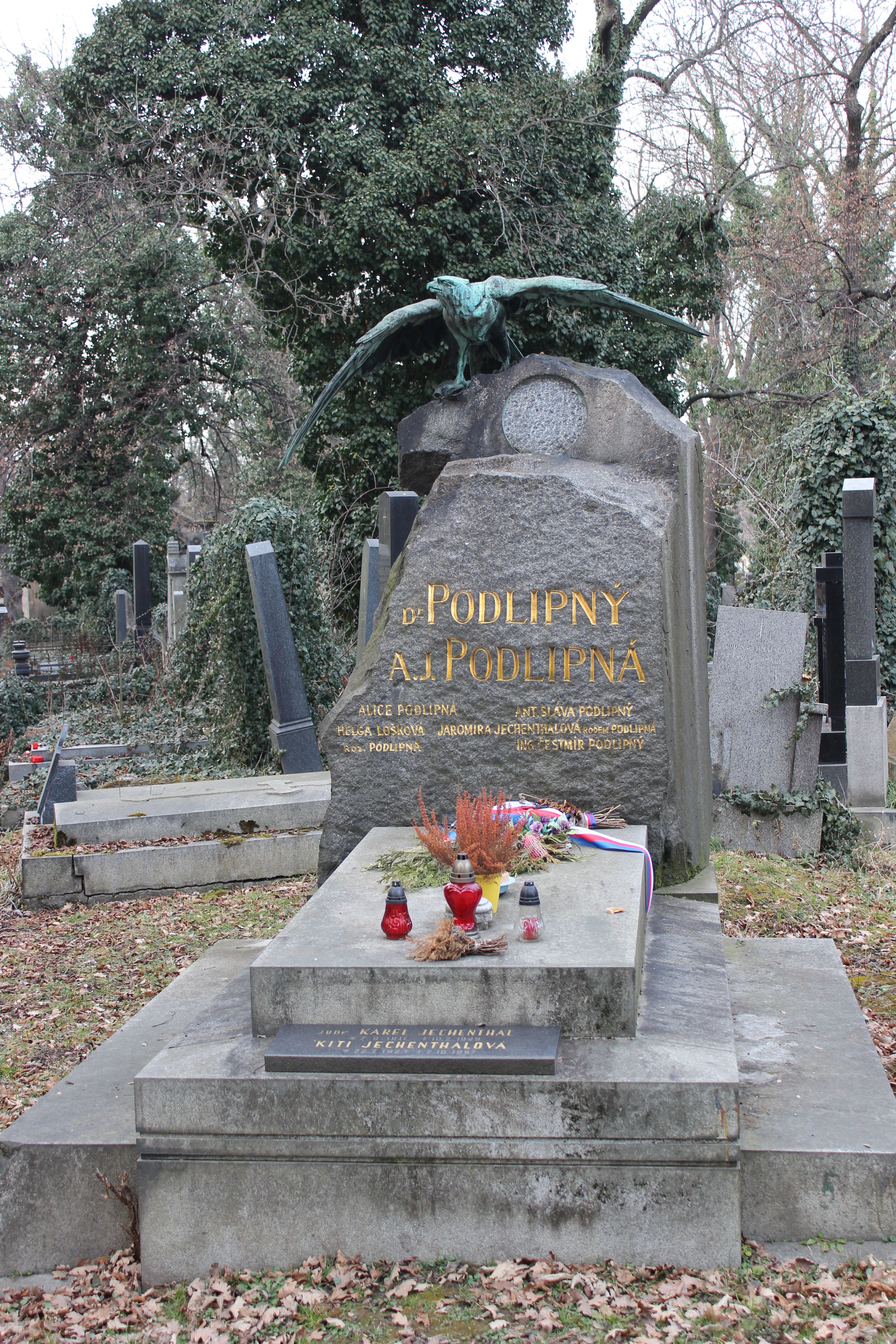
Hrob Jana Podlopného v Praze na Olšanských hřbitovech